# Předhusitská literatura
Předhusitská literatura vznikala ve 14. – 15. století. V této době se prohlubovaly rozpory ve společnosti (odpor proti mravnímu i morálnímu úpadku církve) .

## Literární žánry
- Satira
- Duchovní písně
- Kronika
- Traktát
- Kázání

Hlavním jazykem literatury byla čeština a převládala jasná a srozumitelná forma, vhodná i pro laiky. Vrcholil proces demokratizace a laicizace literatury.[zdroj?]

## Předchůdci Husovi
- Konrád Waldhauser

Německý kazatel, kterého do Čech pozval Karel IV. Byl také prvním kritikem poměrů v církvi.
- Matěj z Janova

Učenec, který přednášel na Karlově univerzitě. Sepsal latinské spisy O kněžské hrabivosti.
- Jan Milíč z Kroměříže

Český kazatel, ze všech předchůdců byl nejostřejší. Zřekl se svého majetku a dal vystavět Dům pro padlé ženy.
- Tomáš Štítný ze Štítného

Zeman z jižních Čech, který psal česky, hlavně pro laiky. Napsal sbírku traktátů Knížky o obecných věcech křesťanských.